# Russell Simon
Pour les articles homonymes, voir Simon.
Russell Simon, né le 17 octobre 1949, est un ancien joueur australien de basket-ball.